# Clasificación de CAF para la Copa Mundial de Fútbol de 2022
La Clasificación de CAF para la Copa Mundial de Fútbol de 2022 fue el torneo que determinó los clasificados por parte de la Confederación Africana de Fútbol (CAF) a la Copa Mundial de Fútbol de 2022 a realizarse en Catar. La competición empezó en 2019 en el mes de septiembre y finalizó en el mes de marzo de 2022. Fue la última clasificación de esta confederación otorgando 5 cupos directos previo a la ampliación a 48 naciones participantes a partir de la Copa Mundial de Fútbol de 2026.
La CAF contó con cinco cupos para otorgar, según la decisión del Comité Ejecutivo de la FIFA de mantener la distribución de plazas por confederación.

## Equipos participantes
Participaron según lo confirmado las 53 asociaciones afiliadas a la CAF.
Entre paréntesis se indica el puesto de cada selección en el ranking FIFA de junio de 2019.
| Equipos en segunda ronda | Equipos en primera ronda |
| --- | --- |
| 1. Senegal (22) 2. Túnez (26) 3. Nigeria (45) 4. Marruecos (47) 5. República Democrática del Congo (49) 6. Ghana (50) 7. Camerún (51) 8. Egipto (58) 9. Burkina Faso (59) 10. Malí (62) 11. Costa de Marfil (62) 12. Argelia (68) 13. Guinea (71) 14. Sudáfrica (72) 15. Cabo Verde (76) 16. Uganda (80) 17. Zambia (81) 18. Benín (88) 19. Gabón (89) 20. Congo (90) 21. Mauritania (103) 22. Níger (104) 23. Libia (105) 24. Kenia (105) 25. Madagascar (108) 26. República Centroafricana (109) | 27. Zimbabue (112) 28. Namibia (113) 29. Sierra Leona (115) 30. Mozambique (117) 31. Guinea-Bisáu (118) 32. Angola (123) 33. Malaui (126) 34. Togo (128) 35. Sudán (130) 36. Tanzania (131) 37. Burundi (134) 38. Ruanda (136) 39. Suazilandia (141) 40. Guinea Ecuatorial (141) 41. Lesoto (145) 42. Botsuana (147) 43. Comoras (148) 44. Etiopía (150) 45. Liberia (153) 46. Mauricio (157) 47. Gambia (161) 48. Sudán del Sur (168) 49. Chad (176) 50. Santo Tomé y Príncipe (185) 51. Seychelles (194) 52. Somalia (196) 53. Yibuti (197) |

## Formato de competición
El torneo clasificatorio africano constó de 3 rondas: la primera ronda de preliminar, la segunda una fase de grupos y la tercera una fase eliminatoria.
En la primera ronda participaron las 28 selecciones con el ranking FIFA más bajo correspondiente al mes de julio de 2019. Los veintiocho equipos formaron 14 series de 2 equipos y se enfrentaron en partidos de ida y vuelta con un sistema de eliminación directa, los ganadores de cada serie clasificaron a la segunda ronda.
En segunda ronda ingresaron a la competición las 26 selecciones restantes las cuales, junto a las 14 ganadoras procedentes de la ronda anterior, hubo un total de 40 selecciones participantes en esta ronda. Constó de 10 grupos de 4 equipos, cada equipo jugó contra sus tres rivales de grupo en partidos de ida y vuelta con un sistema de todos contra todos. Los ganadores de cada grupo accedieron a la tercera ronda.
En la tercera ronda los 10 equipos clasificados de la segunda ronda se emparejaron en cinco llaves a partidos de ida y vuelta. Los ganadores clasificaron para la Copa Mundial 2022.

## Calendario
Programación del torneo de acuerdo al calendario de competencias de la CAF.
| Ronda         | Jornada   | Fecha                         |
| ------------- | --------- | ----------------------------- |
| Primera ronda | Ida       | 4 al 10 de septiembre de 2019 |
| Primera ronda | Vuelta    | 4 al 10 de septiembre de 2019 |
| Segunda ronda | Jornada 1 | 1 al 3 de septiembre de 2021  |
| Segunda ronda | Jornada 2 | 5 al 7 de septiembre de 2021  |
| Segunda ronda | Jornada 3 | 6 al 9 de octubre de 2021     |
| Segunda ronda | Jornada 4 | 10 al 12 de octubre de 2021   |
| Segunda ronda | Jornada 5 | 11 al 13 de noviembre de 2021 |
| Segunda ronda | Jornada 6 | 14 al 16 de noviembre de 2021 |
| Tercera ronda | Ida       | 25 de marzo de 2022           |
| Tercera ronda | Vuelta    | 29 de marzo de 2022           |

## Primera ronda
Veintiocho selecciones distribuidas en 14 series de dos equipos, participaron en esta ronda acorde al ranking FIFA de julio de 2019. Los emparejamientos quedaron definidos mediante un sorteo que se realizó en la sede de la CAF el 29 de julio de 2019. Los partidos se llevaron a cabo en septiembre de 2019. Clasificaron a la siguiente ronda los ganadores de cada serie.
| 27. Zimbabue (112) 28. Sierra Leona (114) 29. Mozambique (116) 30. Namibia (121) 31. Angola (122) 32. Guinea-Bisáu (123) 33. Malaui (126) 34. Togo (128) 35. Sudán (129) 36. Ruanda (133) 37. Tanzania (137) 38. Suazilandia (139) 39. Guinea Ecuatorial (140) 40. Lesoto (144) |

| 41. Comoras (146) 42. Botsuana (147) 43. Burundi (148) 44. Etiopía (150) 45. Liberia (152) 46. Mauricio (157) 47. Gambia (161) 48. Sudán del Sur (169) 49. Chad (175) 50. Santo Tomé y Príncipe (185) 51. Seychelles (192) 52. Yibuti (195) 53. Somalia (202) 54. Eritrea (202) |

| Fecha                    | Lugar            | Local                 |                                  | Resultado |                                  | Visitante             |
| ------------------------ | ---------------- | --------------------- | -------------------------------- | --- | -------------------------------- | --------------------- |
| 4 de septiembre de 2019  | Bahir Dar        | Etiopía               | Bandera de Etiopía               | 0 – 0 (enlace roto disponible en Internet Archive; véase el historial, la primera versión y la última).         | Bandera de Lesoto                | Lesoto                |
| 8 de septiembre de 2019  | Maseru           | Lesoto                | Bandera de Lesoto                | 1 – 1 (enlace roto disponible en Internet Archive; véase el historial, la primera versión y la última).         | Bandera de Etiopía               | Etiopía               |
| 5 de septiembre de 2019  | Yibuti (Yibuti)  | Somalia               | Bandera de Somalia               | 1 – 0 Archivado el 5 de septiembre de 2019 en Wayback Machine.                                                  | Bandera de Zimbabue              | Zimbabue              |
| 10 de septiembre de 2019 | Bulawayo         | Zimbabue              | Bandera de Zimbabue              | 3 – 1 (enlace roto disponible en Internet Archive; véase el historial, la primera versión y la última).         | Bandera de Somalia               | Somalia               |
| 4 de septiembre de 2019  | Asmara           | Eritrea               | Bandera de Eritrea               | 1 – 2 Archivado el 4 de septiembre de 2019 en Wayback Machine.                                                  | Bandera de Namibia               | Namibia               |
| 10 de septiembre de 2019 | Windhoek         | Namibia               | Bandera de Namibia               | 2 – 0 (enlace roto disponible en Internet Archive; véase el historial, la primera versión y la última).         | Bandera de Eritrea               | Eritrea               |
| 4 de septiembre de 2019  | Buyumbura        | Burundi               | Bandera de Burundi               | 1 – 1 Archivado el 4 de septiembre de 2019 en Wayback Machine.                                                  | Bandera de Tanzania              | Tanzania              |
| 8 de septiembre de 2019  | Dar es-Salam     | Tanzania              | Bandera de Tanzania              | 1 (3) – (0) 1 (enlace roto disponible en Internet Archive; véase el historial, la primera versión y la última). | Bandera de Burundi               | Burundi               |
| 4 de septiembre de 2019  | Yibuti           | Yibuti                | Bandera de Yibuti                | 2 – 1 Archivado el 4 de septiembre de 2019 en Wayback Machine.                                                  | Bandera de Suazilandia           | Suazilandia           |
| 10 de septiembre de 2019 | Manzini          | Suazilandia           | Bandera de Suazilandia           | 0 – 0 (enlace roto disponible en Internet Archive; véase el historial, la primera versión y la última).         | Bandera de Yibuti                | Yibuti                |
| 7 de septiembre de 2019  | Francistown      | Botsuana              | Bandera de Botsuana              | 0 – 0 (enlace roto disponible en Internet Archive; véase el historial, la primera versión y la última).         | Bandera de Malaui                | Malaui                |
| 10 de septiembre de 2019 | Blantyre         | Malaui                | Bandera de Malaui                | 1 – 0 (enlace roto disponible en Internet Archive; véase el historial, la primera versión y la última).         | Bandera de Botsuana              | Botsuana              |
| 6 de septiembre de 2019  | Bakau            | Gambia                | Bandera de Gambia                | 0 – 1 Archivado el 30 de agosto de 2019 en Wayback Machine.                                                     | Bandera de Angola                | Angola                |
| 10 de septiembre de 2019 | Luanda           | Angola                | Bandera de Angola                | 2 – 1 (enlace roto disponible en Internet Archive; véase el historial, la primera versión y la última).         | Bandera de Gambia                | Gambia                |
| 4 de septiembre de 2019  | Paynesville      | Liberia               | Bandera de Liberia               | 3 – 1 Archivado el 4 de septiembre de 2019 en Wayback Machine.                                                  | Bandera de Sierra Leona          | Sierra Leona          |
| 8 de septiembre de 2019  | Freetown         | Sierra Leona          | Bandera de Sierra Leona          | 1 – 0 (enlace roto disponible en Internet Archive; véase el historial, la primera versión y la última).         | Bandera de Liberia               | Liberia               |
| 4 de septiembre de 2019  | Belle-Vue        | Mauricio              | Bandera de Mauricio              | 0 – 1 Archivado el 4 de septiembre de 2019 en Wayback Machine.                                                  | Bandera de Mozambique            | Mozambique            |
| 10 de septiembre de 2019 | Maputo           | Mozambique            | Bandera de Mozambique            | 2 – 0 (enlace roto disponible en Internet Archive; véase el historial, la primera versión y la última).         | Bandera de Mauricio              | Mauricio              |
| 4 de septiembre de 2019  | Santo Tomé       | Santo Tomé y Príncipe | Bandera de Santo Tomé y Príncipe | 0 – 1 Archivado el 4 de septiembre de 2019 en Wayback Machine.                                                  | Bandera de Guinea-Bisáu          | Guinea-Bisáu          |
| 10 de septiembre de 2019 | Bisáu            | Guinea-Bisáu          | Bandera de Guinea-Bisáu          | 2 – 1 (enlace roto disponible en Internet Archive; véase el historial, la primera versión y la última).         | Bandera de Santo Tomé y Príncipe | Santo Tomé y Príncipe |
| 4 de septiembre de 2019  | Omdurman (Sudán) | Sudán del Sur         | Bandera de Sudán del Sur         | 1 – 1 Archivado el 4 de septiembre de 2019 en Wayback Machine.                                                  | Bandera de Guinea Ecuatorial     | Guinea Ecuatorial     |
| 8 de septiembre de 2019  | Malabo           | Guinea Ecuatorial     | Bandera de Guinea Ecuatorial     | 1 – 0 (enlace roto disponible en Internet Archive; véase el historial, la primera versión y la última).         | Bandera de Sudán del Sur         | Sudán del Sur         |
| 6 de septiembre de 2019  | Moroni           | Comoras               | Bandera de Comoras               | 1 – 1 Archivado el 30 de agosto de 2019 en Wayback Machine.                                                     | Bandera de Togo                  | Togo                  |
| 10 de septiembre de 2019 | Lomé             | Togo                  | Bandera de Togo                  | 2 – 0 (enlace roto disponible en Internet Archive; véase el historial, la primera versión y la última).         | Bandera de Comoras               | Comoras               |
| 5 de septiembre de 2019  | Yamena           | Chad                  | Bandera de Chad                  | 1 – 3 Archivado el 5 de septiembre de 2019 en Wayback Machine.                                                  | Bandera de Sudán                 | Sudán                 |
| 10 de septiembre de 2019 | Omdurman         | Sudán                 | Bandera de Sudán                 | 0 – 0 (enlace roto disponible en Internet Archive; véase el historial, la primera versión y la última).         | Bandera de Chad                  | Chad                  |
| 5 de septiembre de 2019  | Victoria         | Seychelles            | Bandera de Seychelles            | 0 – 3 Archivado el 5 de septiembre de 2019 en Wayback Machine.                                                  | Bandera de Ruanda                | Ruanda                |
| 10 de septiembre de 2019 | Kigali           | Ruanda                | Bandera de Ruanda                | 7 – 0 (enlace roto disponible en Internet Archive; véase el historial, la primera versión y la última).         | Bandera de Seychelles            | Seychelles            |

## Segunda ronda
Las 14 selecciones ganadoras de la Primera ronda y las 26 clasificadas a esta ronda fueron distribuidas en diez grupos de cuatro equipos. Los grupos quedaron definidos luego del sorteo que se realizó en la sede de la CAF, el cual tuvo lugar el día 21 de enero de 2020. Las selecciones que se posicionaron primeras en cada grupo pasaron a la Tercera ronda.
| Bombo 1 | Bombo 2 | Bombo 3 | Bombo 4 |
| --- | --- | --- | --- |
| 1. Senegal (20) 2. Túnez (29) 3. Nigeria (33) 4. Argelia (40) 5. Marruecos (41) 6. Egipto (49) 7. Ghana (50) 8. Camerún (53) 9. República Democrática del Congo (56) 10. Malí (57) | 11. Costa de Marfil (59) 12. Burkina Faso (61) 13. Sudáfrica (70) 14. Guinea (75) 15. Cabo Verde (76) 16. Uganda (80) 17. Zambia (81) 18. Benín (82) 19. Gabón (90) 20. Congo (92) | 21. Madagascar (96) 22. Níger (104) 23. Libia (105) 24. Mauritania (106) 25. Kenia (107) 26. República Centroafricana (111) 27. Zimbabue (112) 28. Mozambique (116) 29. Namibia (121) 30. Angola (122) | 31. Guinea-Bisáu (123) 32. Malaui (126) 33. Togo (128) 34. Sudán (129) 35. Ruanda (133) 36. Tanzania (137) 37. Guinea Ecuatorial (140) 38. Etiopía (150) 39. Liberia (152) 40. Yibuti (195) |

### Grupo A
| Selección    | Pts. | PJ | PG | PE | PP | GF | GC | Dif |
| ------------ | ---- | -- | -- | -- | -- | -- | -- | --- |
| Argelia      | 14   | 6  | 4  | 2  | 0  | 25 | 4  | 21  |
| Burkina Faso | 12   | 6  | 3  | 3  | 0  | 12 | 4  | 8   |
| Níger        | 7    | 6  | 2  | 1  | 3  | 13 | 17 | –4  |
| Yibuti       | 0    | 6  | 0  | 0  | 6  | 4  | 29 | –25 |

| Fecha                   | Lugar                 | Local        |                         | Resultado |                         | Visitante    |
| ----------------------- | --------------------- | ------------ | ----------------------- | --------- | ----------------------- | ------------ |
| 2 de septiembre de 2021 | Marrakech (Marruecos) | Níger        | Bandera de Niger        | 0 – 2     | Bandera de Burkina Faso | Burkina Faso |
| 2 de septiembre de 2021 | Blida                 | Argelia      | Bandera de Argelia      | 8 – 0     | Bandera de Yibuti       | Yibuti       |
| 6 de septiembre de 2021 | Rabat (Marruecos)     | Yibuti       | Bandera de Yibuti       | 2 – 4     | Bandera de Niger        | Níger        |
| 7 de septiembre de 2021 | Marrakech (Marruecos) | Burkina Faso | Bandera de Burkina Faso | 1 – 1     | Bandera de Argelia      | Argelia      |
| 8 de octubre de 2021    | Marrakech (Marruecos) | Yibuti       | Bandera de Yibuti       | 0 – 4     | Bandera de Burkina Faso | Burkina Faso |
| 8 de octubre de 2021    | Blida                 | Argelia      | Bandera de Argelia      | 6 – 1     | Bandera de Niger        | Níger        |
| 11 de octubre de 2021   | Marrakech (Marruecos) | Burkina Faso | Bandera de Burkina Faso | 2 – 0     | Bandera de Yibuti       | Yibuti       |
| 12 de octubre de 2021   | Niamey                | Níger        | Bandera de Niger        | 0 – 4     | Bandera de Argelia      | Argelia      |
| 12 de noviembre de 2021 | Marrakech (Marruecos) | Burkina Faso | Bandera de Burkina Faso | 1 – 1     | Bandera de Niger        | Níger        |
| 12 de noviembre de 2021 | El Cairo (Egipto)     | Yibuti       | Bandera de Yibuti       | 0 – 4     | Bandera de Argelia      | Argelia      |
| 15 de noviembre de 2021 | Niamey                | Níger        | Bandera de Niger        | 7 – 2     | Bandera de Yibuti       | Yibuti       |
| 16 de noviembre de 2021 | Blida                 | Argelia      | Bandera de Argelia      | 2 – 2     | Bandera de Burkina Faso | Burkina Faso |

### Grupo B
| Selección         | Pts. | PJ | PG | PE | PP | GF | GC | Dif |
| ----------------- | ---- | -- | -- | -- | -- | -- | -- | --- |
| Túnez             | 13   | 6  | 4  | 1  | 1  | 11 | 2  | 9   |
| Guinea Ecuatorial | 11   | 6  | 3  | 2  | 1  | 6  | 5  | 1   |
| Zambia            | 7    | 6  | 2  | 1  | 3  | 8  | 9  | –1  |
| Mauritania        | 2    | 6  | 0  | 2  | 4  | 2  | 11 | –9  |

| Fecha                   | Lugar    | Local             |                              | Resultado |                              | Visitante         |
| ----------------------- | -------- | ----------------- | ---------------------------- | --------- | ---------------------------- | ----------------- |
| 3 de septiembre de 2021 | Nuakchot | Mauritania        | Bandera de Mauritania        | 1 – 2     | Bandera de Zambia            | Zambia            |
| 3 de septiembre de 2021 | Radès    | Túnez             | Bandera de Túnez             | 3 – 0     | Bandera de Guinea Ecuatorial | Guinea Ecuatorial |
| 7 de septiembre de 2021 | Ndola    | Zambia            | Bandera de Zambia            | 0 – 2     | Bandera de Túnez             | Túnez             |
| 7 de septiembre de 2021 | Malabo   | Guinea Ecuatorial | Bandera de Guinea Ecuatorial | 1 – 0     | Bandera de Mauritania        | Mauritania        |
| 7 de octubre de 2021    | Malabo   | Guinea Ecuatorial | Bandera de Guinea Ecuatorial | 2 – 0     | Bandera de Zambia            | Zambia            |
| 7 de octubre de 2021    | Radès    | Túnez             | Bandera de Túnez             | 3 – 0     | Bandera de Mauritania        | Mauritania        |
| 10 de octubre de 2021   | Lusaka   | Zambia            | Bandera de Zambia            | 1 – 1     | Bandera de Guinea Ecuatorial | Guinea Ecuatorial |
| 10 de octubre de 2021   | Nuakchot | Mauritania        | Bandera de Mauritania        | 0 – 0     | Bandera de Túnez             | Túnez             |
| 13 de noviembre de 2021 | Lusaka   | Zambia            | Bandera de Zambia            | 4 – 0     | Bandera de Mauritania        | Mauritania        |
| 13 de noviembre de 2021 | Malabo   | Guinea Ecuatorial | Bandera de Guinea Ecuatorial | 1 – 0     | Bandera de Túnez             | Túnez             |
| 16 de noviembre de 2021 | Radès    | Túnez             | Bandera de Túnez             | 3 – 1     | Bandera de Zambia            | Zambia            |
| 16 de noviembre de 2021 | Nuakchot | Mauritania        | Bandera de Mauritania        | 1 – 1     | Bandera de Guinea Ecuatorial | Guinea Ecuatorial |

### Grupo C
| Selección                | Pts. | PJ | PG | PE | PP | GF | GC | Dif |
| ------------------------ | ---- | -- | -- | -- | -- | -- | -- | --- |
| Nigeria                  | 13   | 6  | 4  | 1  | 1  | 9  | 3  | 6   |
| Cabo Verde               | 11   | 6  | 3  | 2  | 1  | 8  | 6  | 2   |
| Liberia                  | 6    | 6  | 2  | 0  | 4  | 5  | 8  | –3  |
| República Centroafricana | 4    | 6  | 1  | 1  | 4  | 4  | 9  | –5  |

| Fecha                   | Lugar              | Local                    |                                        | Resultado |                                        | Visitante                |
| ----------------------- | ------------------ | ------------------------ | -------------------------------------- | --------- | -------------------------------------- | ------------------------ |
| 1 de septiembre de 2021 | Duala (Camerún)    | República Centroafricana | Bandera de la República Centroafricana | 1 – 1     | Bandera de Cabo Verde                  | Cabo Verde               |
| 3 de septiembre de 2021 | Lagos              | Nigeria                  | Bandera de Nigeria                     | 2 – 0     | Bandera de Liberia                     | Liberia                  |
| 6 de septiembre de 2021 | Duala (Camerún)    | República Centroafricana | Bandera de la República Centroafricana | 0 – 1     | Bandera de Liberia                     | Liberia                  |
| 7 de septiembre de 2021 | Mindelo            | Cabo Verde               | Bandera de Cabo Verde                  | 1 – 2     | Bandera de Nigeria                     | Nigeria                  |
| 7 de octubre de 2021    | Acra (Ghana)       | Liberia                  | Bandera de Liberia                     | 1 – 2     | Bandera de Cabo Verde                  | Cabo Verde               |
| 7 de octubre de 2021    | Lagos              | Nigeria                  | Bandera de Nigeria                     | 0 – 1     | Bandera de la República Centroafricana | República Centroafricana |
| 10 de octubre de 2021   | Limbé (Camerún)    | República Centroafricana | Bandera de la República Centroafricana | 0 – 2     | Bandera de Nigeria                     | Nigeria                  |
| 10 de octubre de 2021   | Mindelo            | Cabo Verde               | Bandera de Cabo Verde                  | 1 – 0     | Bandera de Liberia                     | Liberia                  |
| 13 de noviembre de 2021 | Tánger (Marruecos) | Liberia                  | Bandera de Liberia                     | 0 – 2     | Bandera de Nigeria                     | Nigeria                  |
| 13 de noviembre de 2021 | Mindelo            | Cabo Verde               | Bandera de Cabo Verde                  | 2 – 1     | Bandera de la República Centroafricana | República Centroafricana |
| 16 de noviembre de 2021 | Lagos              | Nigeria                  | Bandera de Nigeria                     | 1 – 1     | Bandera de Cabo Verde                  | Cabo Verde               |
| 16 de noviembre de 2021 | Tánger (Marruecos) | Liberia                  | Bandera de Liberia                     | 3 – 1     | Bandera de la República Centroafricana | República Centroafricana |

### Grupo D
| Selección       | Pts. | PJ | PG | PE | PP | GF | GC | Dif |
| --------------- | ---- | -- | -- | -- | -- | -- | -- | --- |
| Camerún         | 15   | 6  | 5  | 0  | 1  | 12 | 3  | 9   |
| Costa de Marfil | 13   | 6  | 4  | 1  | 1  | 10 | 3  | 7   |
| Mozambique      | 4    | 6  | 1  | 1  | 4  | 2  | 8  | –6  |
| Malaui          | 3    | 6  | 1  | 0  | 5  | 2  | 12 | –10 |

| Fecha                   | Lugar                     | Local           |                            | Resultado |                            | Visitante       |
| ----------------------- | ------------------------- | --------------- | -------------------------- | --------- | -------------------------- | --------------- |
| 3 de septiembre de 2021 | Maputo                    | Mozambique      | Bandera de Mozambique      | 0 – 0     | Bandera de Costa de Marfil | Costa de Marfil |
| 3 de septiembre de 2021 | Yaundé                    | Camerún         | Bandera de Camerún         | 2 – 0     | Bandera de Malaui          | Malaui          |
| 6 de septiembre de 2021 | Abiyán                    | Costa de Marfil | Bandera de Costa de Marfil | 2 – 1     | Bandera de Camerún         | Camerún         |
| 7 de septiembre de 2021 | Johannesburgo (Sudáfrica) | Malaui          | Bandera de Malaui          | 1 – 0     | Bandera de Mozambique      | Mozambique      |
| 8 de octubre de 2021    | Johannesburgo (Sudáfrica) | Malaui          | Bandera de Malaui          | 0 – 3     | Bandera de Costa de Marfil | Costa de Marfil |
| 8 de octubre de 2021    | Duala                     | Camerún         | Bandera de Camerún         | 3 – 1     | Bandera de Mozambique      | Mozambique      |
| 11 de octubre de 2021   | Tánger (Marruecos)        | Mozambique      | Bandera de Mozambique      | 0 – 1     | Bandera de Camerún         | Camerún         |
| 11 de octubre de 2021   | Cotonú (Benín)            | Costa de Marfil | Bandera de Costa de Marfil | 2 – 1     | Bandera de Malaui          | Malaui          |
| 13 de noviembre de 2021 | Johannesburgo (Sudáfrica) | Malaui          | Bandera de Malaui          | 0 – 4     | Bandera de Camerún         | Camerún         |
| 13 de noviembre de 2021 | Cotonú (Benín)            | Costa de Marfil | Bandera de Costa de Marfil | 3 – 0     | Bandera de Mozambique      | Mozambique      |
| 16 de noviembre de 2021 | Cotonú (Benín)            | Mozambique      | Bandera de Mozambique      | 1 – 0     | Bandera de Malaui          | Malaui          |
| 16 de noviembre de 2021 | Duala                     | Camerún         | Bandera de Camerún         | 1 – 0     | Bandera de Costa de Marfil | Costa de Marfil |

### Grupo E
| Selección | Pts. | PJ | PG | PE | PP | GF | GC | Dif |
| --------- | ---- | -- | -- | -- | -- | -- | -- | --- |
| Malí      | 16   | 6  | 5  | 1  | 0  | 11 | 0  | 11  |
| Uganda    | 9    | 6  | 2  | 3  | 1  | 3  | 2  | 1   |
| Kenia     | 6    | 6  | 1  | 3  | 2  | 4  | 9  | −5  |
| Ruanda    | 1    | 6  | 0  | 1  | 5  | 2  | 9  | −7  |

| Fecha                   | Lugar              | Local  |                   | Resultado |                   | Visitante |
| ----------------------- | ------------------ | ------ | ----------------- | --------- | ----------------- | --------- |
| 1 de septiembre de 2021 | Agadir (Marruecos) | Malí   | Bandera de Mali   | 1 − 0     | Bandera de Ruanda | Ruanda    |
| 2 de septiembre de 2021 | Nairobi            | Kenia  | Bandera de Kenia  | 0 − 0     | Bandera de Uganda | Uganda    |
| 5 de septiembre de 2021 | Kigali             | Ruanda | Bandera de Ruanda | 1 − 1     | Bandera de Kenia  | Kenia     |
| 6 de septiembre de 2021 | Entebbe            | Uganda | Bandera de Uganda | 0 − 0     | Bandera de Mali   | Malí      |
| 7 de octubre de 2021    | Kigali             | Ruanda | Bandera de Ruanda | 0 − 1     | Bandera de Uganda | Uganda    |
| 7 de octubre de 2021    | Agadir (Marruecos) | Malí   | Bandera de Mali   | 5 − 0     | Bandera de Kenia  | Kenia     |
| 10 de octubre de 2021   | Nairobi            | Kenia  | Bandera de Kenia  | 0 − 1     | Bandera de Mali   | Malí      |
| 10 de octubre de 2021   | Entebbe            | Uganda | Bandera de Uganda | 1 − 0     | Bandera de Ruanda | Ruanda    |
| 11 de noviembre de 2021 | Entebbe            | Uganda | Bandera de Uganda | 1 − 1     | Bandera de Kenia  | Kenia     |
| 11 de noviembre de 2021 | Kigali             | Ruanda | Bandera de Ruanda | 0 − 3     | Bandera de Mali   | Malí      |
| 14 de noviembre de 2021 | Agadir (Marruecos) | Malí   | Bandera de Mali   | 1 − 0     | Bandera de Uganda | Uganda    |
| 15 de noviembre de 2021 | Nairobi            | Kenia  | Bandera de Kenia  | 2 − 1     | Bandera de Ruanda | Ruanda    |

### Grupo F
| Selección | Pts. | PJ | PG | PE | PP | GF | GC | Dif |
| --------- | ---- | -- | -- | -- | -- | -- | -- | --- |
| Egipto    | 14   | 6  | 4  | 2  | 0  | 10 | 4  | 6   |
| Gabón     | 7    | 6  | 2  | 1  | 3  | 7  | 8  | −1  |
| Libia     | 7    | 6  | 2  | 1  | 3  | 4  | 7  | −3  |
| Angola    | 5    | 6  | 1  | 2  | 3  | 6  | 8  | −2  |

| Fecha                   | Lugar       | Local  |                   | Resultado |                   | Visitante |
| ----------------------- | ----------- | ------ | ----------------- | --------- | ----------------- | --------- |
| 1 de septiembre de 2021 | Bengasi     | Libia  | Bandera de Libia  | 2 − 1     | Bandera de Gabón  | Gabón     |
| 1 de septiembre de 2021 | El Cairo    | Egipto | Bandera de Egipto | 1 − 0     | Bandera de Angola | Angola    |
| 5 de septiembre de 2021 | Franceville | Gabón  | Bandera de Gabón  | 1 − 1     | Bandera de Egipto | Egipto    |
| 7 de septiembre de 2021 | Luanda      | Angola | Bandera de Angola | 0 − 1     | Bandera de Libia  | Libia     |
| 8 de octubre de 2021    | Luanda      | Angola | Bandera de Angola | 3 − 1     | Bandera de Gabón  | Gabón     |
| 8 de octubre de 2021    | Alejandría  | Egipto | Bandera de Egipto | 1 − 0     | Bandera de Libia  | Libia     |
| 11 de octubre de 2021   | Franceville | Gabón  | Bandera de Gabón  | 2 − 0     | Bandera de Angola | Angola    |
| 11 de octubre de 2021   | Bengasi     | Libia  | Bandera de Libia  | 0 − 3     | Bandera de Egipto | Egipto    |
| 12 de noviembre de 2021 | Franceville | Gabón  | Bandera de Gabón  | 1 − 0     | Bandera de Libia  | Libia     |
| 12 de noviembre de 2021 | Luanda      | Angola | Bandera de Angola | 2 − 2     | Bandera de Egipto | Egipto    |
| 16 de noviembre de 2021 | Alejandría  | Egipto | Bandera de Egipto | 2 − 1     | Bandera de Gabón  | Gabón     |
| 16 de noviembre de 2021 | Bengasi     | Libia  | Bandera de Libia  | 1 − 1     | Bandera de Angola | Angola    |

### Grupo G
| Selección | Pts. | PJ | PG | PE | PP | GF | GC | Dif |
| --------- | ---- | -- | -- | -- | -- | -- | -- | --- |
| Ghana     | 13   | 6  | 4  | 1  | 1  | 7  | 3  | 4   |
| Sudáfrica | 13   | 6  | 4  | 1  | 1  | 6  | 2  | 4   |
| Etiopía   | 5    | 6  | 1  | 2  | 3  | 4  | 7  | –3  |
| Zimbabue  | 2    | 6  | 0  | 2  | 4  | 2  | 7  | –5  |

| Fecha                   | Lugar                     | Local     |                      | Resultado |                      | Visitante |
| ----------------------- | ------------------------- | --------- | -------------------- | --------- | -------------------- | --------- |
| 3 de septiembre de 2021 | Harare                    | Zimbabue  | Bandera de Zimbabue  | 0 – 0     | Bandera de Sudáfrica | Sudáfrica |
| 3 de septiembre de 2021 | Cape Coast                | Ghana     | Bandera de Ghana     | 1 – 0     | Bandera de Etiopía   | Etiopía   |
| 6 de septiembre de 2021 | Johannesburgo             | Sudáfrica | Bandera de Sudáfrica | 1 – 0     | Bandera de Ghana     | Ghana     |
| 7 de septiembre de 2021 | Bahir Dar                 | Etiopía   | Bandera de Etiopía   | 1 – 0     | Bandera de Zimbabue  | Zimbabue  |
| 9 de octubre de 2021    | Bahir Dar                 | Etiopía   | Bandera de Etiopía   | 1 – 3     | Bandera de Sudáfrica | Sudáfrica |
| 9 de octubre de 2021    | Cape Coast                | Ghana     | Bandera de Ghana     | 3 – 1     | Bandera de Zimbabue  | Zimbabue  |
| 12 de octubre de 2021   | Harare                    | Zimbabue  | Bandera de Zimbabue  | 0 – 1     | Bandera de Ghana     | Ghana     |
| 12 de octubre de 2021   | Johannesburgo             | Sudáfrica | Bandera de Sudáfrica | 1 – 0     | Bandera de Etiopía   | Etiopía   |
| 11 de noviembre de 2021 | Johannesburgo (Sudáfrica) | Etiopía   | Bandera de Etiopía   | 1 – 1     | Bandera de Ghana     | Ghana     |
| 11 de noviembre de 2021 | Johannesburgo             | Sudáfrica | Bandera de Sudáfrica | 1 – 0     | Bandera de Zimbabue  | Zimbabue  |
| 14 de noviembre de 2021 | Harare                    | Zimbabue  | Bandera de Zimbabue  | 1 – 1     | Bandera de Etiopía   | Etiopía   |
| 14 de noviembre de 2021 | Cape Coast                | Ghana     | Bandera de Ghana     | 1 – 0     | Bandera de Sudáfrica | Sudáfrica |

### Grupo H
| Selección | Pts. | PJ | PG | PE | PP | GF | GC | Dif |
| --------- | ---- | -- | -- | -- | -- | -- | -- | --- |
| Senegal   | 16   | 6  | 5  | 1  | 0  | 15 | 4  | 11  |
| Togo      | 8    | 6  | 2  | 2  | 2  | 5  | 6  | –1  |
| Namibia   | 5    | 6  | 1  | 2  | 3  | 5  | 10 | –5  |
| Congo     | 3    | 6  | 0  | 3  | 3  | 5  | 10 | –5  |

| Fecha                   | Lugar                     | Local   |                                | Resultado |                                | Visitante |
| ----------------------- | ------------------------- | ------- | ------------------------------ | --------- | ------------------------------ | --------- |
| 1 de septiembre de 2021 | Thiès                     | Senegal | Bandera de Senegal             | 2 – 0     | Bandera de Togo                | Togo      |
| 2 de septiembre de 2021 | Johannesburgo (Sudáfrica) | Namibia | Bandera de Namibia             | 1 – 1     | Bandera de República del Congo | Congo     |
| 5 de septiembre de 2021 | Lomé                      | Togo    | Bandera de Togo                | 0 – 1     | Bandera de Namibia             | Namibia   |
| 7 de septiembre de 2021 | Brazzaville               | Congo   | Bandera de República del Congo | 1 – 3     | Bandera de Senegal             | Senegal   |
| 9 de octubre de 2021    | Lomé                      | Togo    | Bandera de Togo                | 1 – 1     | Bandera de República del Congo | Congo     |
| 9 de octubre de 2021    | Thiès                     | Senegal | Bandera de Senegal             | 4 – 1     | Bandera de Namibia             | Namibia   |
| 12 de octubre de 2021   | Johannesburgo (Sudáfrica) | Namibia | Bandera de Namibia             | 1 – 3     | Bandera de Senegal             | Senegal   |
| 12 de octubre de 2021   | Brazzaville               | Congo   | Bandera de República del Congo | 1 – 2     | Bandera de Togo                | Togo      |
| 11 de noviembre de 2021 | Brazzaville               | Congo   | Bandera de República del Congo | 1 – 1     | Bandera de Namibia             | Namibia   |
| 11 de noviembre de 2021 | Lomé                      | Togo    | Bandera de Togo                | 1 – 1     | Bandera de Senegal             | Senegal   |
| 14 de noviembre de 2021 | Thiès                     | Senegal | Bandera de Senegal             | 2 – 0     | Bandera de República del Congo | Congo     |
| 15 de noviembre de 2021 | Johannesburgo (Sudáfrica) | Namibia | Bandera de Namibia             | 0 – 1     | Bandera de Togo                | Togo      |

### Grupo I
| Selección    | Pts. | PJ | PG | PE | PP | GF | GC | Dif |
| ------------ | ---- | -- | -- | -- | -- | -- | -- | --- |
| Marruecos    | 18   | 6  | 6  | 0  | 0  | 20 | 1  | 19  |
| Guinea-Bisáu | 6    | 6  | 1  | 3  | 2  | 5  | 11 | –6  |
| Guinea       | 4    | 6  | 0  | 4  | 2  | 5  | 11 | –6  |
| Sudán        | 3    | 6  | 0  | 3  | 3  | 5  | 12 | –7  |

| Fecha                   | Lugar                  | Local        |                         | Resultado |                         | Visitante    |
| ----------------------- | ---------------------- | ------------ | ----------------------- | --------- | ----------------------- | ------------ |
| 1 de septiembre de 2021 | Nuakchot (Mauritania)  | Guinea-Bisáu | Bandera de Guinea-Bisáu | 1 – 1     | Bandera de Guinea       | Guinea       |
| 2 de septiembre de 2021 | Rabat                  | Marruecos    | Bandera de Marruecos    | 2 – 0     | Bandera de Sudán        | Sudán        |
| 7 de septiembre de 2021 | Omdurmán               | Sudán        | Bandera de Sudán        | 2 – 4     | Bandera de Guinea-Bisáu | Guinea-Bisáu |
| 12 de octubre de 2021   | Agadir (Marruecos)     | Guinea       | Bandera de Guinea       | 1 – 4     | Bandera de Marruecos    | Marruecos    |
| 6 de octubre de 2021    | Marrakech (Marruecos)  | Sudán        | Bandera de Sudán        | 1 – 1     | Bandera de Guinea       | Guinea       |
| 6 de octubre de 2021    | Rabat                  | Marruecos    | Bandera de Marruecos    | 5 – 0     | Bandera de Guinea-Bisáu | Guinea-Bisáu |
| 9 de octubre de 2021    | Agadir (Marruecos)     | Guinea       | Bandera de Guinea       | 2 – 2     | Bandera de Sudán        | Sudán        |
| 9 de octubre de 2021    | Casablanca (Marruecos) | Guinea-Bisáu | Bandera de Guinea-Bisáu | 0 – 3     | Bandera de Marruecos    | Marruecos    |
| 12 de noviembre de 2021 | Conakri                | Guinea       | Bandera de Guinea       | 0 – 0     | Bandera de Guinea-Bisáu | Guinea-Bisáu |
| 12 de noviembre de 2021 | Rabat (Marruecos)      | Sudán        | Bandera de Sudán        | 0 – 3     | Bandera de Marruecos    | Marruecos    |
| 15 de noviembre de 2021 | Marrakech (Marruecos)  | Guinea-Bisáu | Bandera de Guinea-Bisáu | 0 – 0     | Bandera de Sudán        | Sudán        |
| 16 de noviembre de 2021 | Casablanca             | Marruecos    | Bandera de Marruecos    | 3 – 0     | Bandera de Guinea       | Guinea       |

### Grupo J
| Selección                       | Pts. | PJ | PG | PE | PP | GF | GC | Dif |
| ------------------------------- | ---- | -- | -- | -- | -- | -- | -- | --- |
| República Democrática del Congo | 11   | 6  | 3  | 2  | 1  | 9  | 3  | 6   |
| Benín                           | 10   | 6  | 3  | 1  | 2  | 5  | 4  | 1   |
| Tanzania                        | 8    | 6  | 2  | 2  | 2  | 6  | 8  | –2  |
| Madagascar                      | 4    | 6  | 1  | 1  | 4  | 4  | 9  | –5  |

| Fecha                   | Lugar        | Local                           |                                            | Resultado |                                            | Visitante                       |
| ----------------------- | ------------ | ------------------------------- | ------------------------------------------ | --------- | ------------------------------------------ | ------------------------------- |
| 2 de septiembre de 2021 | Lubumbashi   | República Democrática del Congo | Bandera de República Democrática del Congo | 1 – 1     | Bandera de Tanzania                        | Tanzania                        |
| 2 de septiembre de 2021 | Antananarivo | Madagascar                      | Bandera de Madagascar                      | 0 – 1     | Bandera de Benín                           | Benín                           |
| 6 de septiembre de 2021 | Cotonú       | Benín                           | Bandera de Benín                           | 1 – 1     | Bandera de República Democrática del Congo | República Democrática del Congo |
| 7 de septiembre de 2021 | Dar es-Salam | Tanzania                        | Bandera de Tanzania                        | 3 – 2     | Bandera de Madagascar                      | Madagascar                      |
| 7 de octubre de 2021    | Kinsasa      | República Democrática del Congo | Bandera de República Democrática del Congo | 2 – 0     | Bandera de Madagascar                      | Madagascar                      |
| 7 de octubre de 2021    | Dar es-Salam | Tanzania                        | Bandera de Tanzania                        | 0 – 1     | Bandera de Benín                           | Benín                           |
| 10 de octubre de 2021   | Cotonú       | Benín                           | Bandera de Benín                           | 0 – 1     | Bandera de Tanzania                        | Tanzania                        |
| 10 de octubre de 2021   | Antananarivo | Madagascar                      | Bandera de Madagascar                      | 1 – 0     | Bandera de República Democrática del Congo | República Democrática del Congo |
| 11 de noviembre de 2021 | Dar es-Salam | Tanzania                        | Bandera de Tanzania                        | 0 – 3     | Bandera de República Democrática del Congo | República Democrática del Congo |
| 11 de noviembre de 2021 | Cotonú       | Benín                           | Bandera de Benín                           | 2 – 0     | Bandera de Madagascar                      | Madagascar                      |
| 14 de noviembre de 2021 | Kinsasa      | República Democrática del Congo | Bandera de República Democrática del Congo | 2 – 0     | Bandera de Benín                           | Benín                           |
| 14 de noviembre de 2021 | Antananarivo | Madagascar                      | Bandera de Madagascar                      | 1 – 1     | Bandera de Tanzania                        | Tanzania                        |

## Tercera ronda
Los 10 ganadores de los grupos de la segunda ronda se emparejaron en 5 llaves a partidos de ida y vuelta. Los ganadores obtuvieron la clasificación a la Copa Mundial de Fútbol de 2022. La regla del gol de visitante y tiros desde el punto penal sí fueron considerados como criterio de desempate en caso de ser necesario.
| Fecha               | Lugar      | Local                           |                                            | Resultado     |                                            | Visitante                       |
| ------------------- | ---------- | ------------------------------- | ------------------------------------------ | ------------- | ------------------------------------------ | ------------------------------- |
| 25 de marzo de 2022 | El Cairo   | Egipto                          | Bandera de Egipto                          | 1 – 0         | Bandera de Senegal                         | Senegal                         |
| 29 de marzo de 2022 | Diamniadio | Senegal                         | Bandera de Senegal                         | (3) 1 – 0 (1) | Bandera de Egipto                          | Egipto                          |
| 25 de marzo de 2022 | Duala      | Camerún                         | Bandera de Camerún                         | 0 – 1         | Bandera de Argelia                         | Argelia                         |
| 29 de marzo de 2022 | Blida      | Argelia                         | Bandera de Argelia                         | 1 – 2         | Bandera de Camerún                         | Camerún                         |
| 25 de marzo de 2022 | Kumasi     | Ghana                           | Bandera de Ghana                           | 0 – 0         | Bandera de Nigeria                         | Nigeria                         |
| 29 de marzo de 2022 | Abuya      | Nigeria                         | Bandera de Nigeria                         | 1 – 1         | Bandera de Ghana                           | Ghana                           |
| 25 de marzo de 2022 | Kinsasa    | República Democrática del Congo | Bandera de República Democrática del Congo | 1 – 1         | Bandera de Marruecos                       | Marruecos                       |
| 29 de marzo de 2022 | Casablanca | Marruecos                       | Bandera de Marruecos                       | 4 – 1         | Bandera de República Democrática del Congo | República Democrática del Congo |
| 25 de marzo de 2022 | Bamako     | Malí                            | Bandera de Mali                            | 0 – 1         | Bandera de Túnez                           | Túnez                           |
| 29 de marzo de 2022 | Radès      | Túnez                           | Bandera de Túnez                           | 0 – 0         | Bandera de Mali                            | Malí                            |

## Clasificados
| Bandera de Ghana       | Bandera de Senegal     | Bandera de Túnez       | Bandera de Marruecos   | Bandera de Camerún     |
| Ghana                  | Senegal                | Túnez                  | Marruecos              | Camerún                |
| Clasificado: 29/3/2022 | Clasificado: 29/3/2022 | Clasificado: 29/3/2022 | Clasificado: 29/3/2022 | Clasificado: 29/3/2022 |